# Campo de exterminio de Shark Island

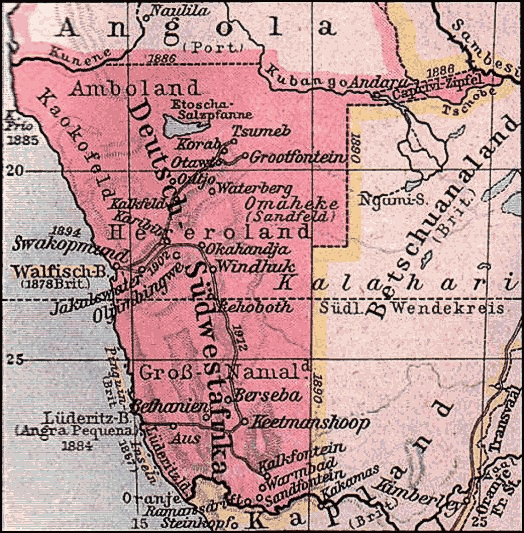
África del Sudoeste Alemana en 1904

El campo de exterminio de Shark Island fue un campo de exterminio del Imperio alemán, utilizado durante el Genocidio herero y namaqua en Namibia entre 1904 y 1908. Tres mil hereros y namas murieron allí durante el conflicto alemán-herero en esos años. Es considerado como el primer campo de exterminio del mundo.

## Ubicación
Shark Island está ubicada en Lüderitzbucht (Bahía de Lüderitz), justo afuera de la ciudad de Lüderitz. Existen muy pocas fotografías o mapas de Shark Island del tiempo en que se llevó a cabo el genocidio de los herero y namaqua.

## Saqueo económico
Una de las principales razones por las cuales Alemania se vio atraída a África del Sudoeste fue porque era un área ideal para el asentamiento de agricultores alemanes pobres. Sin embargo, en 1908 se descubrieron depósitos de diamantes y otros depósitos minerales (cobre, vanadio, oro, plomo y zinc) en el área alrededor del desierto de Namibia. Así fue que África del Sudoeste se volvió económicamente atractiva tanto para Alemania como para el Reino Unido. Mano de obra esclava de Shark Island fue utilizada para construir los ferrocarriles locales y el pueblo de Lüderitz en la costa adyacente.

## Llegada a Shark Island
Al igual que en el caso de los campos de exterminio del Tercer Reich, las víctimas eran transportadas, sin saber la suerte que les esperaba, por tren o a pie desde otros campos hasta Shark Island. Aquellos que estaban enfermos o hambrientos eran muertos a tiros antes de llegar a Shark Island.

## Condiciones en el campo
El clima era frío con fuertes vientos helados. Los prisioneros (hombres, mujeres y niños) normalmente no tenían cobijas o muy pocas, además de contar con poca comida (se les proporcionaba arroz, pero nunca antes lo habían visto, y tampoco contaban con utensilios de cocina adecuados). Las familias eran separadas y muchas veces eran objeto de abusos físicos y violaciones por parte de los Schutztruppen.
En agosto de 1912, antes del inicio de la Primera Guerra Mundial, un oficial británico de la delegación consular del Reino Unido comentó:

En vista de la crueldad, traición [y] el comercialismo con el cual las autoridades coloniales alemanas han reducido gradualmente a sus nativos a un estado de ganado (sin causar revuelo alguno entre los filántropos ingleses amantes de la paz) la agitación [portuguesa] de S. Thome en sus fases más avanzadas contra una débil [y] triste nación sin recursos es de lo más asqueroso. Estos hereros fueron masacrados a miles durante la guerra y han sido azotados sin misericordia para convertirlos en sirvientes desde entonces.

El Reporte de los nativos de África del Sudoeste y su trato por parte de Alemania de 1918, conocido como "El Libro Azul" fue quitado de las tiendas y destruido en 1926.
Existen varios testimonios de testigos oculares y de algunas víctimas en el Libro Azul, el cual registró las atrocidades cometidas durante la Guerra herero. Existen reservas con respecto a la objetividad del libro desde que fuese publicado por los británicos durante la Primera Guerra Mundial. Sin embargo, los sentimientos contenidos en el reporte de 1918 ya estaban presentes en un reporte británico de 1909, el cual decía:

El gran objetivo de la política alemana en África del Sudoeste Alemana, en relación al nativo, es el de reducirlo a un estado de servidumbre, y, si se resiste, destruirlo por completo. El nativo, para el alemán, es un babuino y nada más. La guerra contra los hereros, llevada a cabo por el General Von Trotha, fue una de exterminio; cientos -- hombres, mujeres y niños -- fueron desplazados al desierto, donde su fin llegó con una muerte por sed; cuyos [sic] sobrevivientes ahora estén en muchos lugares cerca de Windhuk [sic] donde sobreviven miserablemente a duras penas; son obligados a trabajar y sus labores son realizadas, naturalmente, con desgano.

El Libro Azul fue la primera investigación que se realizó del genocidio. Como Rhoda Howard-Hassmann indicaba, 'Alemania cometió un genocidio en África del Sudoeste con una impunidad que fue rota solo después de una investigación británica luego de que los alemanes fuesen derrotados en la Primera Guerra Mundial. Los colonos alemanes estaban tan determinados a ocultar la evidencia del genocidio que trataron de prohibir el Libro Azul como si fuera propaganda británica de la posguerra. La asamblea legislativa, compuesta completamente por blancos, adoptó una moción para destruir todos los ejemplares del libro. Su distribución estuvo prohibida y las ejemplares en las bibliotecas fueron recogidos y destruidos. En el resto del Imperio británico, el Libro Azul también fue quitado de las bibliotecas y enviado a la Oficina de Asuntos Exteriores.

## Experimentos médicos
Los cráneos de los prisioneros muertos eran recolectados para ser usados en un programa de experimentos médicos cuyo objetivo era el comprobar que los pueblos de nativos de África del Sudoeste Alemana eran una raza inferior. Estos cráneos fueron estudiados por personas como Eugen Fischer, F. Birkner y H. von Eggeling.

## Personas destacadas
El objetivo de la política del gobernador de África del Sudoeste Alemana, Theodor von Leutwein, no era el de destruir las poblaciones indígenas (hereros, namas y damaras) para poder tomar sus tierras e incentivar el asentamiento de granjeros alemanes; ni tampoco era el de tomar o matar el ganado. El objetivo de Leutwein no era el genocidio, y era lo suficientemente sabio como para darse cuenta de que la población indígena podía ser utilizada como mano de obra. Sin embargo, sus tácticas fabianas lo dejaron vulnerable a ser atacado en Alemania, con un público que quería la gratificación inmediata de una victoria decisiva sobre los pueblos indígenas de África del Sudoeste Alemana. Como consecuencia de ello, Leutwein fue hecho a un lado por el káiser Guillermo II y fue reemplazado por Lothar von Trotha, ya conocido por su brutalidad en la guerra bóxer al igual que en África Oriental Alemana. El resultado fue el genocidio de la población indígena, la ruina económica del África Alemana del Sudoeste y la eventual pérdida del imperio colonial alemán.
Trotha fue enviado de vuelta a Alemania en noviembre de 1905, poco más de un año después de que su explícita Vernichtungsbefehl [literalmente, "Orden de exterminio"] creara una serie de protestas de rechazo y esta fuese cancelada en diciembre de 1904.
Su brutal política hizo que fuera reemplazado por Friderich von Lindequist, quien completó el genocidio con el uso de campos de exterminio y de concentración. Para que estas acciones fuesen aceptadas en Alemania, se recurrió a la propaganda. Se advirtió que aquella "bárbara" población indígena quería matar a mujeres y niños indefensos, cuando en realidad durante todo el conflicto solo murieron cuatro mujeres alemanas y un niño.